# Mathilde de Wurtemberg
Titre
Princesse de Waldbourg-Zeil
Depuis le 2 décembre 2015
(9 ans, 3 mois et 29 jours)
Mathilde de Wurtemberg, duchesse de Wurtemberg, née le 11 juillet 1962 à Friedrichshafen (arrondissement du Lac de Constance, Bade-Wurtemberg, Allemagne de l'Ouest) est un membre de la maison de Wurtemberg, devenue, conséquemment à son mariage en 1988, princesse consort de Waldburg zu Zeil und Trauchburg en 2015.

## Biographie

### Origines familiales
Mathilde de Wurtemberg, (en allemand : Mathilde Marie-Antoinette Rosa Isabelle Herzogin von Württemberg), née au château de Friedrichshafen, le 11 juillet 1962 est la fille aînée et le second des six enfants du duc Charles de Wurtemberg (1936-2022) et de la princesse Diane d'Orléans (1940),,.
La duchesse est baptisée, huit jours après sa naissance, dans le salon rouge du château de Friedrichshafen. Ses parrains sont : un cousin germain de sa grand-mère paternelle le prince Giovanni de Bourbon-Siciles (1933-2000) et son oncle maternel le prince Thibaut d'Orléans (1948-1983), tandis que sa marraine est sa tante paternelle la duchesse Marie Antoinette de Wurtemberg (1937-2004),.
Ses parents descendent tous deux du roi des Français Louis-Philippe Ier (1773-1850). Par son père, Mathilde de Wurtemberg est une arrière petite-fille du duc Albert de Wurtemberg (1865-1939), dernier prince héritier de Wurtemberg, et de l'archiduchesse Marguerite de Habsbourg-Lorraine (1870-1902) ; par sa grand-mère paternelle, l'archiduchesse Rose-Marie de Habsbourg-Toscane, elle est l'arrière petit-fils de l'archiduc Pierre-Ferdinand de Habsbourg-Toscane (1874-1948), grand-duc de Toscane, et de la princesse Marie-Christine de Bourbon-Siciles (1877-1947),.
Mathilde de Wurtemberg a quatre frères et une sœur : Frédéric (1961-2018), Eberhard (1963), Philipp (1964), Michael (1965) et Eleonore Fleur (1977).

### Formation
En 1975, lorsque le duc Charles devient chef de sa maison, sa famille quitte le château de Friedrichshafen pour s'installer au château d'Altshausen, résidence de la famille de Wurtemberg depuis 1805. D'après la journaliste belge Regine Salens, Mathilde étudie un temps le stylisme à l'École supérieure des arts et techniques de la mode (ESMOD), ce qui la conduit à s'installer auprès de sa grand-mère maternelle Isabelle, comtesse de Paris (1911-2003), à Paris.
Pour Philippe de Montjouvent, en revanche, les cours de la duchesse se déroulent à la Chambre Syndicale de la Haute Couture de Paris, en 1984-1985. Par la suite, elle effectue un stage à l'atelier de couture de l'Opéra de Munich en 1986. Enfin, elle s'initie à la reliure à l'Atelier Stemmle de Zurich, avant de rentrer à Altshausen en 1988.

### Mariage et enfants

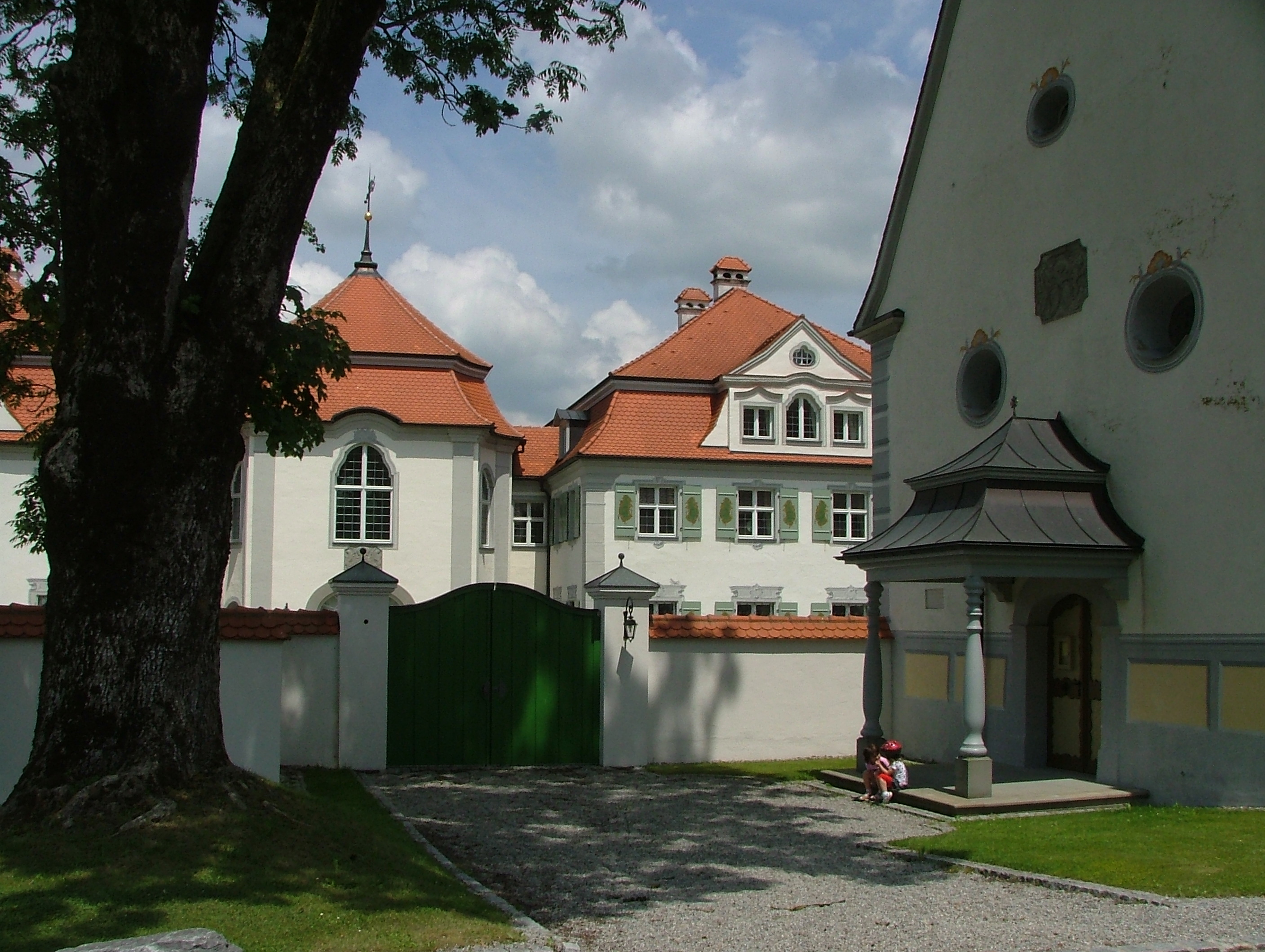
Le château de Rimpach.

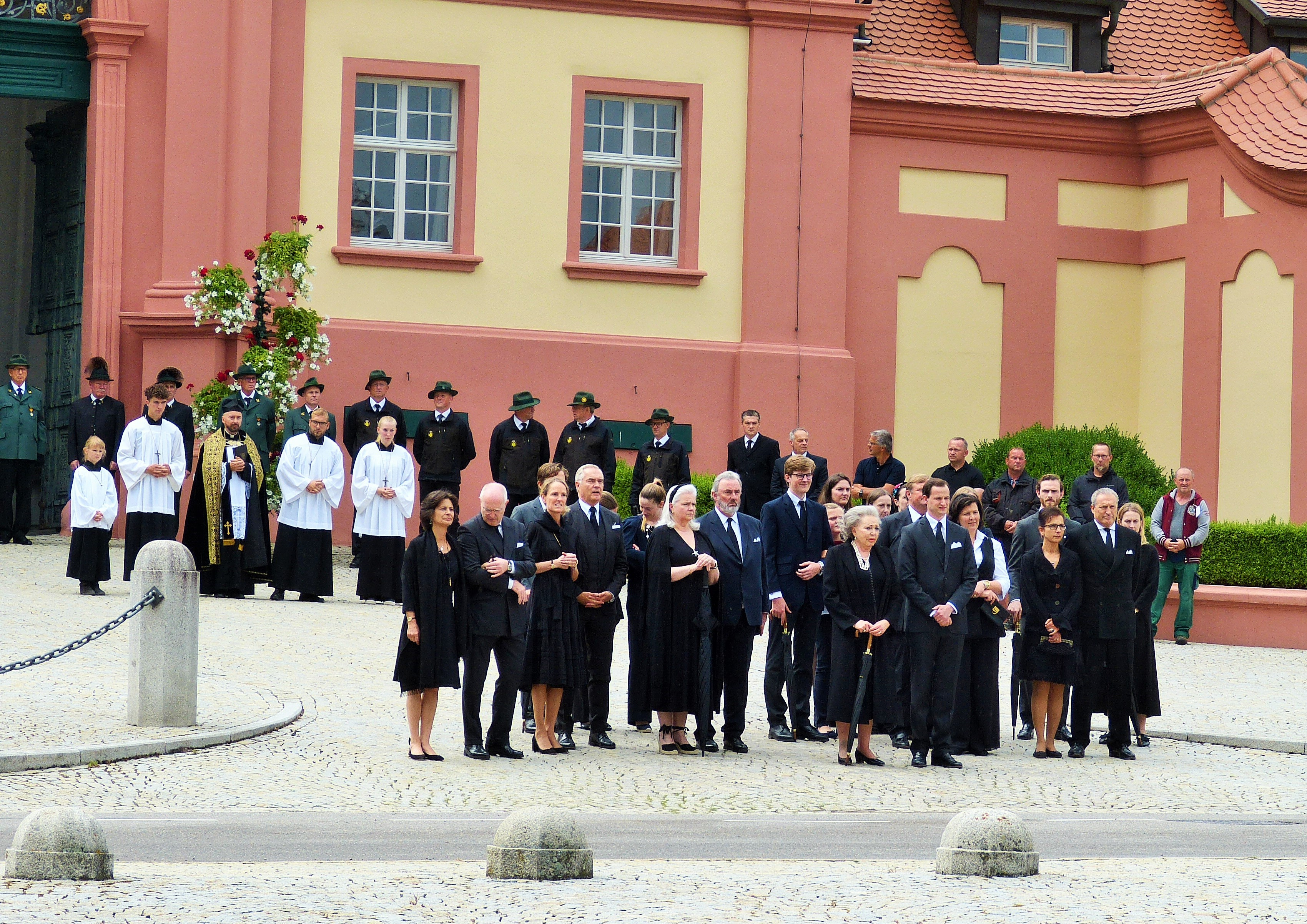
La famille de la duchesse Mathilde de Wurtemberg en deuil du duc Charles le 1 juillet 2022.

Très liée à la comtesse Adelaide von Waldburg-Zeil zu Zeil und Trauchburg, la duchesse Mathilde connaît son futur époux depuis l'enfance. Leur relation ne se développe cependant qu'à partir de 1986. Leurs fiançailles sont finalement célébrées le 19 mars 1988.
Mathilde de Wurtemberg épouse civilement le 17 novembre 1988 au salon bleu du château d'Altshausen, puis religieusement le 19 novembre suivant en l'église Saint-Michel d'Altshausen, Erich ‒ alors comte héritier ‒ von Waldburg zu Zeil und Trauchburg, né à Ratisbonne, le 21 novembre 1962, fils unique parmi les six enfants de Georg prince von Waldburg zu Zeil und Trauchburg (1928-2015) et de la princesse Marie Gabrielle de Bavière (née en 1931),. Les mariés descendent tous deux du dernier grand-duc de Toscane Léopold II (1797-1870), du roi Louis Ier de Bavière (1786-1868), ainsi que du roi Jean VI de Portugal (1767-1826),.
Le couple a cinq filles, célibataires à ce jour,, :
- Marie-Thérèse de Waldburg zu Zeil, née à Memmingen, clinique de Leutkirch im Allgäu, le 4 octobre 1989 ;
- Marie Elisabeth de Waldburg zu Zeil, née à Ratisbonne, le 31 décembre 1990 ;
- Marie-Charlotte de Waldburg zu Zeil, née à Ratisbonne, le 10 mai 1992 ;
- Marie Hélène de Waldburg zu Zeil, née à Ratisbonne, le 29 novembre 1993, fiancée en janvier 2024 avec Ludovic comte von Neipperg, né à Talence le 19 avril 1994, directeur technique de vignoble à Saint-Émilion[19] ;
- Marie-Gabrielle de Waldburg zu Zeil, née à Ratisbonne, le 30 novembre 1996.

### Princesse de Waldbourg-Zeil
Après son mariage, Mathilde et son époux résident quelque temps au château de Zeil, avant d'emmenager au château de Rimpach, dans le Bade-Wurtemberg, en 1989,.
Le 2 décembre 2015, succédant à son père, Erich von Waldburg zu Zeil devient le 8e prince et le chef de sa maison.

## Ascendance
|  |                                           |  |  |  |  |  |  |  |  |  |  |  |  |
|  | 8. Albert de Wurtemberg                   |  |  |  |  |  |  |  |  |  |  |  |  |
|  |                                           |  |  |  |  |  |  |  |  |  |  |  |  |
|  |                                           |  |  |  |  |  |  |  |  |  |  |  |  |
|  | 4. Philippe Albert de Wurtemberg          |  |  |  |  |  |  |  |  |  |  |  |  |
|  |                                           |  |  |  |  |  |  |  |  |  |  |  |  |
|  |                                           |  |  |  |  |  |  |  |  |  |  |  |  |
|  | 9. Marguerite de Habsbourg-Lorraine       |  |  |  |  |  |  |  |  |  |  |  |  |
|  |                                           |  |  |  |  |  |  |  |  |  |  |  |  |
|  |                                           |  |  |  |  |  |  |  |  |  |  |  |  |
|  | 2. Charles de Wurtemberg                  |  |  |  |  |  |  |  |  |  |  |  |  |
|  |                                           |  |  |  |  |  |  |  |  |  |  |  |  |
|  |                                           |  |  |  |  |  |  |  |  |  |  |  |  |
|  | 10. Pierre-Ferdinand de Habsbourg-Toscane |  |  |  |  |  |  |  |  |  |  |  |  |
|  |                                           |  |  |  |  |  |  |  |  |  |  |  |  |
|  |                                           |  |  |  |  |  |  |  |  |  |  |  |  |
|  | 5. Rose-Marie de Habsbourg-Toscane        |  |  |  |  |  |  |  |  |  |  |  |  |
|  |                                           |  |  |  |  |  |  |  |  |  |  |  |  |
|  |                                           |  |  |  |  |  |  |  |  |  |  |  |  |
|  | 11. Marie-Christine de Bourbon-Siciles    |  |  |  |  |  |  |  |  |  |  |  |  |
|  |                                           |  |  |  |  |  |  |  |  |  |  |  |  |
|  |                                           |  |  |  |  |  |  |  |  |  |  |  |  |
|  | 1. Mathilde de Wurtemberg                 |  |  |  |  |  |  |  |  |  |  |  |  |
|  |                                           |  |  |  |  |  |  |  |  |  |  |  |  |
|  |                                           |  |  |  |  |  |  |  |  |  |  |  |  |
|  | 12. Jean d'Orléans                        |  |  |  |  |  |  |  |  |  |  |  |  |
|  |                                           |  |  |  |  |  |  |  |  |  |  |  |  |
|  |                                           |  |  |  |  |  |  |  |  |  |  |  |  |
|  | 6. Henri d'Orléans                        |  |  |  |  |  |  |  |  |  |  |  |  |
|  |                                           |  |  |  |  |  |  |  |  |  |  |  |  |
|  |                                           |  |  |  |  |  |  |  |  |  |  |  |  |
|  | 13. Isabelle d'Orléans                    |  |  |  |  |  |  |  |  |  |  |  |  |
|  |                                           |  |  |  |  |  |  |  |  |  |  |  |  |
|  |                                           |  |  |  |  |  |  |  |  |  |  |  |  |
|  | 3. Diane d'Orléans                        |  |  |  |  |  |  |  |  |  |  |  |  |
|  |                                           |  |  |  |  |  |  |  |  |  |  |  |  |
|  |                                           |  |  |  |  |  |  |  |  |  |  |  |  |
|  | 14. Pierre d'Orléans-Bragance             |  |  |  |  |  |  |  |  |  |  |  |  |
|  |                                           |  |  |  |  |  |  |  |  |  |  |  |  |
|  |                                           |  |  |  |  |  |  |  |  |  |  |  |  |
|  | 7. Isabelle d'Orléans-Bragance            |  |  |  |  |  |  |  |  |  |  |  |  |
|  |                                           |  |  |  |  |  |  |  |  |  |  |  |  |
|  |                                           |  |  |  |  |  |  |  |  |  |  |  |  |
|  | 15. Élisabeth Dobrzensky de Dobrzenicz    |  |  |  |  |  |  |  |  |  |  |  |  |
|  |                                           |  |  |  |  |  |  |  |  |  |  |  |  |
|  |                                           |  |  |  |  |  |  |  |  |  |  |  |  |